# Nazionale maschile di calcio della Siria
La nazionale di calcio della Siria (in arabo منتخب سوريا لكرة القدم‎?) è la rappresentativa calcistica nazionale della Siria, posta sotto l'egida della Federazione calcistica della Siria.
Ha una storia piuttosto importante, avendo partecipato alle qualificazioni mondiali del 1950 e del 1958, diventando così una delle prime squadre mediorientali a cimentarsi in questa competizione, pur non essendosi mai qualificata alla fase finale della Coppa del mondo. Ha inoltre partecipato sette volte alla fase finale della Coppa d'Asia, ottenendo come miglior risultato gli ottavi di finale nell'edizione del 2023.
Nella classifica mondiale della FIFA, istituita nell'agosto 1993, ha ottenuto quale miglior piazzamento il 73º posto, occupato da giugno ad agosto 2018, mentre il peggiore piazzamento è il 152º posto occupato nel settembre 2014 e nel marzo 2015. Occupa il 95º posto della graduatoria.

## Storia
La Siria prese parte alle qualificazioni mondiali del 1950 e del 1958, diventando una delle prime nazionali mediorientali a partecipare alle qualificazioni della rassegna iridata.
Dal 1958 al 1961 la Siria e l'Egitto si unirono a formare la Repubblica Araba Unita, della cui nazionale oggi la FIFA considera l'Egitto sua erede diretta.
Nella Coppa araba 1963, prima edizione del torneo, che si svolse in Libano, la Siria si piazzò seconda con 3 vittorie e un pareggio in 4 partite.
Nelle qualificazioni al campionato mondiale 1966 la Siria fu, insieme ad Israele, ammessa all'area europea. In ogni caso la squadra si unì al boicottaggio portato avanti dalle federazioni africane e asiatiche dovuto alla decisione della FIFA di ammettere al campionato del mondo una sola squadra fra entrambi i continenti, Asia e Africa.
Dal 1980 al 1988 la Siria centrò la qualificazione alla Coppa d'Asia per tre fasi finali consecutive, venendo però eliminata sempre al primo turno.
Nelle qualificazioni a Messico 1986 riuscì a raggiungere il turno finale di qualificazione AFC, dove perse contro l'Iraq.
Qualificatasi alla Coppa d'Asia 1996, uscì al primo turno.
Seguì poi un lungo periodo di magra, durante il quale la nazionale siriana sfiorò la qualificazione all'edizione cinese del 2004 della Coppa d'Asia. L'astinenza terminò soltanto nel 2011, con la qualificazione alla fase finale del torneo, ma anche in questo caso la Siria fu eliminata al primo turno.
Nel dicembre 2012, battendo l'Iraq in finale, si aggiudicò la Coppa dell'Asia occidentale. Estromessa dalle qualificazioni a Brasile 2014 per aver impiegato un calciatore che era stato squalificato, la nazionale siriana si qualificò alla Coppa d'Asia 2019, dove fu eliminata ancora una volta al primo turno.
Nel settembre 2017, grazie al pareggio per 2-2 ottenuto in extremis a Teheran contro l'Iran già qualificato nell'ultima giornata delle qualificazioni AFC, si qualificò per il play-off contro l'Australia, valido per un posto nello spareggio interzona contro la quarta classificata del girone del Nord e Centro America per l'accesso a Russia 2018. Nel novembre 2017, dopo l'1-1 allo stadio Hang Jebat di Krubong, in Malaysia, la Siria perse per 2-1 dopo i tempi supplementari a Sydney e fu eliminata.
Le qualificazioni al campionato del mondo 2022 videro la Siria approdare nel girone A di terza fase delle eliminatorie AFC, da cui fu estromessa a causa del penultimo posto nel raggruppamento. Avendo però superato il girone A della seconda fase delle qualificazioni ai mondiali, la Siria poté fregiarsi del pass verso la Coppa d'Asia 2023, che si sarebbe tenuta nel gennaio 2024. In un girone di ferro contro Australia, India e Uzbekistan, pareggiò contro questi ultimi e perse contro gli ex-oceaniani, ma l'1-0 contro l'India permise alla Siria di superare per la prima volta nella sua storia la fase a gironi della Coppa d'Asia in qualità di una tra le migliori terze. Il cammino per la Siria si arrestò agli ottavi contro l'Iran, contro cui perse 5-3 ai rigori dopo l'1-1 ai supplementari.

## Commissari tecnici
Dati aggiornati al 2 febbraio 2023.
| Nome                      | Nazionalità         | Periodo                              | G  | V  | N  | P | Trofei                               |
| ------------------------- | ------------------- | ------------------------------------ | -- | -- | -- | - | ------------------------------------ |
| Albert József             | Ungheria            | 1956 – 1959                          |    |    |    |   |                                      |
| Miklós Vadas              | Ungheria            | 1960 – 1965                          |    |    |    |   |                                      |
| Cornel Drăgușin           | Romania             | 1965 – 1966                          |    |    |    |   |                                      |
| Ezzat Abdel-Wahab         | Siria               | 1969                                 |    |    |    |   |                                      |
| Moussa Shammas            | Siria               | 1980                                 |    |    |    |   |                                      |
| Avedis Kavlakian          | Siria               | 1983 – 1985                          |    |    |    |   |                                      |
| Valerij Jaremčenko        | Unione Sovietica    | 1985 – 1987                          |    |    |    |   |                                      |
| Anatolij Azarenkov        | Unione Sovietica    | 1987 – 1989                          |    |    |    |   |                                      |
| Anatolij Azarenkov        | Ucraina             | 1992                                 |    |    |    |   |                                      |
| Virgil Dridea             | Romania             | 1992 – 1993                          |    |    |    |   |                                      |
| Jurij Kurnenin            | Bielorussia         | 1996                                 |    |    |    |   |                                      |
| Mircea Rădulescu          | Romania             | 1997 – 1998                          |    |    |    |   |                                      |
| Moussa Shammas            | Siria               | marzo 1999 – settembre 1999          |    |    |    |   |                                      |
| Dragoslav Popović         | Jugoslavia          | settembre 1999 - febbraio 2000       |    |    |    |   |                                      |
| Dragoslav Sridović        | Jugoslavia          | marzo 2000 - aprile 2000             |    |    |    |   |                                      |
| Božidar Vukotić           | Jugoslavia          | marzo 2001 - ottobre 2001            |    |    |    |   |                                      |
| Nizar Mahrous             | Siria               | ottobre 2011 – dicembre 2011         |    |    |    |   |                                      |
| Jalal Talebi              | Iran                | novembre 2001 - settembre 2002       | 10 | 9  | 0  | 1 |                                      |
| Janusz Wójcik             | Polonia             | marzo 2003 - agosto 2003             |    |    |    |   |                                      |
| Božidar Vukotić           | Serbia e Montenegro | settembre 2003 - novembre 2003       |    |    |    |   |                                      |
| Ahmed Rifaat              | Egitto              | dicembre 2003 – novembre 2004        |    |    |    |   |                                      |
| Miloslav Radenović        | Serbia              | 2005 – agosto 2006                   |    |    |    |   |                                      |
| Fajr Ibrahim              | Siria               | 5 agosto 2006 – aprile 2008          | 24 | 13 | 5  | 6 | Secondo posto nella Coppa Nehru 2007 |
| Mohammed Kwid             | Siria               | 10 maggio 2008 – 20 agosto 2008      | 8  | 4  | 0  | 4 |                                      |
| Fajr Ibrahim              | Siria               | 13 novembre 2008 – Sep 13, 2010      | 28 | 13 | 9  | 6 | Secondo posto nella Coppa Nehru 2009 |
| Ayman Hakeem (interim)    | Siria               | 14 settembre 2010 – 20 dicembre 2010 | 5  | 2  | 1  | 2 |                                      |
| Ratomir Dujković          | Serbia              | 28 ottobre 2010 – 8 dicembre 2010    | 1  | 1  | 0  | 0 |                                      |
| Valeriu Tița              | Romania             | 21 dicembre 2010 – 9 febbraio 2011   | 6  | 1  | 0  | 5 |                                      |
| Claude Le Roy             | Francia             | 16 aprile 2011 – 4 maggio 2011       | 0  | 0  | 0  | 0 |                                      |
| Nizar Mahrous             | Siria               | 22 maggio 2011 – 18 agosto 2011      | 7  | 5  | 2  | 0 |                                      |
| Marwan Khoury             | Siria               | 7 luglio 2012 – 30 agosto 2012       | 4  | 1  | 1  | 2 |                                      |
| Hussam Al Sayed           | Siria               | 21 ottobre 2012 – 10 aprile 2013     | 8  | 2  | 3  | 3 | Vincitore del Campionato WAFF 2012   |
| Anas Makhlouf             | Siria               | 13 aprile 2013 – 23 ottobre 2013     | 3  | 0  | 1  | 2 |                                      |
| Hussam Al Sayed (interim) | Siria               | 9 novembre 2013 – 20 novembre 2013   | 3  | 1  | 0  | 2 |                                      |
| Ahmad Al Shaar            | Siria               | 13 febbraio 2014 – 5 marzo 2014      | 1  | 0  | 0  | 1 |                                      |
| Muhannad Al Fakeer        | Siria               | 18 settembre 2014 – 5 gennaio 2015   | 2  | 2  | 0  | 0 |                                      |
| Fajr Ibrahim              | Siria               | 6 gennaio 2015 – 29 marzo 2016       | 14 | 10 | 1  | 3 |                                      |
| Ayman Hakeem              | Siria               | 9 maggio 2016 – 20 novembre 2017     | 21 | 6  | 11 | 4 |                                      |
| Ayman Hakeem              | Siria               | 9 maggio 2016 – 20 novembre 2017     | 21 | 6  | 11 | 4 |                                      |
| Bernd Stange              | Germania            | 31 gennaio 2018 – 10 gennaio 2019    | 11 | 3  | 5  | 3 |                                      |
| Fajr Ibrahim              | Siria               | 10 gennaio 2019 – 31 dicembre 2019   | 18 | 7  | 4  | 7 |                                      |
| Nabil Maâloul             | Tunisia             | 11 marzo 2020 – 15 giugno 2021       | 7  | 3  | 0  | 4 |                                      |
| Nizar Mahrous             | Siria               | 7 luglio 2021 – 15 novembre 2021     | 6  | 0  | 2  | 4 |                                      |
| Valeriu Tița              | Romania             | 18 novembre 2021 – 1º febbraio 2022  | 5  | 0  | 1  | 4 |                                      |
| Ghassan Maatouk           | Siria               | 9 febbraio 2022 – 1º giugno 2022     | 3  | 2  | 1  | 0 |                                      |
| Hussam Al Sayed           | Siria               | 23 agosto 2022 – 31 gennaio 2023     | 6  | 0  | 0  | 6 |                                      |
| Héctor Cúper              | Argentina           | 2 febbraio 2023 – in carica          | 0  | 0  | 0  | 0 |                                      |

## Partecipazioni ai tornei internazionali

### Campionato mondiale
- Dal 1930 al 1938 - Non partecipante
- 1950 - Ritirata durante le qualificazioni
- 1954 - Non partecipante
- 1958 - Non qualificata
- 1962 - Non partecipante
- 1966 - Ritirata
- 1970 - Non partecipante
- 1974 - Non qualificata
- 1978 - Ritirata durante le qualificazioni
- Dal 1982 al 2026 - Non qualificata

### Coppa d'Asia
- Dal 1956 al 1968 - Non partecipante
- 1972 - Non qualificata
- 1976 - Ritirata
- 1980 - Primo turno
- 1984 - Primo turno
- 1988 - Primo turno
- 1992 - Non qualificata
- 1996 - Primo turno
- Dal 2000 al 2007 - Non qualificata
- 2011 - Primo turno
- 2015 - Non qualificata
- 2019 - Primo turno
- 2023 - Ottavi di finale

### Campionato della Federazione calcistica dell'Asia occidentale
- 2000 - 2º posto
- 2002 - 4º posto
- 2004 - 2º posto
- 2007 - 4º posto
- 2008 - 3º posto
- 2010 - Eliminata nella fase a gironi
- 2012 - Campione
- 2014 - Ritirata
- 2017 - Qualificata

## Rosa attuale
Lista dei convocati per le partite di qualificazione al campionato del mondo 2022 contro Libia e Iraq del 24 e 29 marzo 2022.
Presenze e reti aggiornate al 29 marzo 2022.
| N. | Pos. | Giocatore          | Data nascita (età) | Pres. | Reti | Squadra       |
| -- | ---- | ------------------ | ------------------ | ----- | ---- | ------------- |
|    | P    | Ibrahim Alma       | 18 ottobre 1991    | 71    | 0    | Jableh        |
|    | P    | Ahmad Madania      | 1º gennaio 1990    | 12    | 0    | Tishreen      |
|    | P    | Khaled Haj Othman  | 1º maggio 1987     | 7     | 0    | Al-Ittihad    |
|    | P    | Hussain Rahal      | 1º gennaio 1988    | 0     | 0    | Al-Wathba     |
|    | D    | Moayad Ajan        | 16 febbraio 1993   | 62    | 1    | Al-Riffa      |
|    | D    | Omar Midani        | 26 gennaio 1994    | 53    | 1    | Al-Nasr       |
|    | D    | Amro Jenyat        | 15 gennaio 1993    | 37    | 1    | Al-Manama     |
|    | D    | Hussein Jwayed     | 1º gennaio 1993    | 32    | 0    | Hutteen       |
|    | D    | Khaled Kurdaghli   | 31 gennaio 1997    | 16    | 0    | Naft Al-Wasat |
|    | D    | Abdullah Al Shami  | 2 marzo 1994       | 12    | 0    | Al-Fahaheel   |
|    | D    | Muayad Al Khouli   | 16 ottobre 1993    | 10    | 0    | Al-Nasr       |
|    | D    | Youssef Mohammad   | 26 giugno 1999     | 10    | 0    | Al-Ahli       |
|    | D    | Saad Ahmad         | 10 agosto 1989     | 8     | 0    | Erbil         |
|    | C    | Mahmoud Al-Mawas   | 1º gennaio 1993    | 83    | 15   | Al-Shorta     |
|    | C    | Mohammad Marmour   | 17 settembre 1995  | 27    | 4    | Mesaimeer     |
|    | C    | Mohammad Anz       | 14 maggio 1995     | 22    | 1    | Al-Riffa      |
|    | C    | Thaer Krouma       | 2 febbraio 1990    | 21    | 0    | Naft Al-Basra |
|    | C    | Kamel Hmeisheh     | 23 luglio 1998     | 20    | 0    | Al-Karkh      |
|    | C    | Mohamad Rihanieh   | 1º gennaio 2001    | 12    | 0    | Al-Ittihad    |
|    | C    | Mohammad Al Hallak | 1º gennaio 1999    | 10    | 0    | Al-Manama     |
|    | C    | Oliver Kass Kawo   | 3 dicembre 2001    | 6     | 1    | Helsingør     |
|    | C    | Mustafa Jneid      | 11 gennaio 2000    | 2     | 0    | Hutteen       |
|    | A    | Mardik Mardikian   | 14 marzo 1992      | 39    | 7    | Al-Fahaheel   |
|    | A    | Alaa Al Dali       | 3 gennaio 1997     | 9     | 2    | Al-Shabab     |
|    | A    | Molham Babouli     | 2 gennaio 1993     | 2     | 0    | Muaither      |
|    | A    | Yassin Samia       | 22 febbraio 1998   | 2     | 0    | Erbil         |

## Tutte le rose

### Coppa d'Asia
Coppa d'Asia 1980P Berakdar, P Kader, P Shakuhi, D Awad, D Dahman, D Khalil, D Mahrous, C Hawa, C Hourani, C Jazaeri, C Khalaf, C Mardikian, A Keshek, A Madarati, A Suleiman, CT: Shammas
Coppa d'Asia 19841 Layla, 2 Khalil, 3 Dahman, 4 Khouri, 5 Mahrous, 6 Al-Sel, 7 Mardikian, 8 Kardaghli, 9 Aziz, 10 Madarati, 11 Zeino, 12 Darwish, 13 Hourani, 14 El-Sibai, 15 Hamwieh, 16 Hassan, 17 Kanaan, 22 Shakuhi, CT: Kavlakian
Coppa d'Asia 19881 Berakdar, 2 Sabouni, 3 Habib, 4 Hawla, 7 Al-Sel, 8 Kardaghli, 9 Mahrous, 10 Ahmad, 13 Saddikah, 14 Jakalan, 15 Khoury, 16 Ramadhan, 17 Darwish, 18 Al-Nasser, 19 Leyous, 20 Ajam, 22 Shakuhi, CT: Azarenkov
Coppa d'Asia 19961 Berakdar, 2 Sibai, 3 Srour, 4 Abbas, 5 Jabban, 6 Awad, 7 Rifai, 8 Al Boushi, 9 Taleb, 10 Afash, 12 Deeb, 13 Helou, 14 Al Zaher, 15 Ghaeb, 16 Jokhadar, 17 Rihawi, 18 Shamali, 23 Kurdughli, 24 Bitar, 25 Kader, CT: Kurnenin
Coppa d'Asia 20111 Balhous, 2 Abduldaim, 3 Diab, 4 Al Baour, 5 Esmaeel, 6 Al Hussain, 7 A. Al Hussain, 8 Dyab, 9 Habib, 10 Al Khatib, 11 Abdullah, 12 Al Zeno, 13 Sabagh, 14 Ayan, 15 Al Salih, 16 Al Azhar, 17 Dakka, 18 Al Agha, 19 Malki, 20 Chanko, 21 Sahyouni, 22 Al Hafez, 23 Awad, CT: Tița
Coppa d'Asia 20191 Alma, 2 Al Salih, 3 Ajan, 4 Al Baour, 5 O. Midani, 6 Jenyat, 7 Kharbin, 8 Al-Mawas, 9 Al Soma, 10 Osman, 11 Omari, 12 Jwayed, 13 Sabagh, 14 Haj Mohamad, 15 Al Anizan, 16 Ashkar, 17 Kalfa, 18 Z. Midani, 19 Mardikian, 20 Mobayed, 21 Youssef, 22 Al-Youssef, 23 Madania, CT: Stange/Hakeem
Coppa d'Asia 20231 Alma, 2 Ousou, 3 Ajan, 4 Ham, 5 Midani, 6 Jenyat, 7 Kharbin, 8 Hmeisheh, 9 Al Dali, 10 Al Marmour, 11 Sabbag, 12 Ramadan, 13 Krouma, 14 Anez, 15 Kurdaghli, 16 Abraham, 17 Youssef, 18 Elías, 19 Al Khouli, 20 Yakoub, 21 Heser, 22 Madania, 23 Mosa, 24 Oues, 25 Al Aswad, 26 Sarraf, CT: Cúper

### Giochi olimpici
NOTA: per le informazioni sulle rose successive al 1948 visionare la pagina della Nazionale olimpica.